# Diplopota mica
Diplopota mica är en tvåvingeart som först beskrevs av Richter 1976.  Diplopota mica ingår i släktet Diplopota och familjen parasitflugor.
Artens utbredningsområde är Mongoliet. Inga underarter finns listade i Catalogue of Life.